# Sangla (Katmandú)
Sangla es un pueblo ubicado en el distrito de Katmandú, provincia de Bagmati, Nepal.

## Superficie
Cuenta con una superficie de 6 kilómetros cuadrados.

## Demografía
Datos hasta 2015
- Población: 5296 habitantes.[1]
- Densidad de población: 885,3 habitantes por kilómetro cuadrado.[1]
- Población masculina: 2641 (49,9%).[1]
- Población femenina: 2655 (50,1%).[1]